# IC 775
IC 775 ist eine linsenförmige Galaxie vom Hubble-Typ SB0 mit ausgedehnten Sternentstehungsgebieten im Sternbild Jungfrau auf der Ekliptik. Sie ist schätzungsweise 347 Millionen Lichtjahre von der Milchstraße entfernt.
Das Objekt wurde am 11. Mai 1888 vom französischen Astronomen Guillaume Bigourdan entdeckt.